# 印第安纳大学与普渡大学印第安纳波利斯联合校区
印第安納大學與普渡大學印第安納波利斯聯合校區（英語：Indiana University-Purdue University Indianapolis，简称IUPUI），或称印第安纳大学与普渡大学印第安纳波利斯联合分校。IUPUI是印第安納大学和普渡大學共有的校区，位于美国印第安納州首府印第安纳波利斯市内，有将近三万名注册学生。IUPUI向学生提供印第安納大学和普渡大學的大学本科、研究生和职业学位。IUPUI是印第安納大學醫學院本部所在的校區。
2022年8月，印第安納大學與普渡大學两校的董事会决定将该校分拆成印第安納大學印第安納波利斯分校和普渡大學印第安納波利斯分校，分拆工作于2024年完成。